# Kawasaki Fantasy Motocross
Kawasaki Fantasy Motocross es un videojuego de carreras con licencia de Kawasaki desarrollado por Canopy Games y publicado por Nitro Games para Windows. Fue lanzado el 29 de marzo de 2001.

## Jugabilidad
Este juego de carreras de motocross con licencia de Kawasaki ofrece a los jugadores la posibilidad de conducir una de las tres motos de cross de dos tiempos Kawasaki (KX125, KX250 o KX500) en 7 pistas en diversos escenarios, que van desde una granja en el campo hasta ruinas egipcias o una zona volcánica activa.
Los jugadores pueden elegir un piloto y una moto, así como modificar la configuración de la moto. Luego, pueden elegir uno de los dos modos de juego disponibles: Carrera o Estilo libre.
En el modo Carrera, el jugador compite con hasta 7 pilotos controlados por computadora para completar una cierta cantidad de vueltas en el circuito seleccionado. En el modo Estilo libre, el jugador conduce solo en una arena de acrobacias especial del escenario seleccionado e intenta recolectar tantos puntos de acrobacias como sea posible en el tiempo dado.